# Comisión de Supervisión del Sector Financiero
La Comisión de Supervisión del Sector Financiero (CSSF, nombre oficial en francés: Commission de Surveillance du Secteur Financier) es el organismo responsable de la regulación financiera en Luxemburgo. La CSSF es responsable de la supervisión de las entidades de crédito, los expertos del sector financiero, las sociedades de inversión, los fondos de pensiones, los mercados de valores regulados y sus operadores, los servicios multilaterales de negociación y las instituciones de pago. La CSSF es la autoridad competente para la supervisión del auditor público.